# Ezio Giaccone
Ezio Giaccone (Mantova, 15 maggio 1916 – Bologna, 20 ottobre 1944) è stato un partigiano italiano.

## Biografia
Nasce a Mantova da Giuseppe Giaccone e Maria Orlandini, e dopo gli studi trova lavoro come impiegato in un’azienda commerciale. Cresce con quattro fratelli: Bruno, Ennio, Carolina e Ada, quest’ultima venuta a mancare all’età di 13 anni. Dal 1936 al 1938 viene chiamato a far parte dell’esercito italiano, aggregato all’89º Reggimento Fanteria. Subìsce due ferimenti in battaglia, dopo i quali ottiene il congedo illimitato.

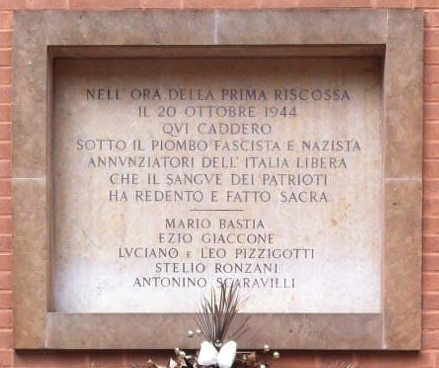
Lapide commemorativa partigiani Università di Bologna

All’inizio degli anni ’40 Ezio si trasferisce a Bologna, dove prende parte al movimento di Resistenza Partigiana che si stava formando all’interno dell’Università.
Entra quindi a far parte del Comitato di Liberazione Nazionale sezione di Bologna, e in seguito si aggrega all’8ª Brigata Giustizia e Libertà "Masia" sotto la guida del partigiano Mario Bastia, con sede presso l’istituto di Geografia.

## Morte e riconoscimenti
Il 20 ottobre 1944 la 22ª brigata nera e la polizia repubblicana organizzano un assalto all’università per mettere fine alle attività della Resistenza.
Lo spiegamento di forze da parte dei nazifascisti è immenso (almeno 200 uomini), e in pochi attimi ogni uscita è bloccata. Alcuni partigiani riescono a fuggire, mentre altri (tra cui Ezio), rimangono bloccati all’interno dell’istituto di Chimica presso via S. Giacomo. Ezio e altri quattro compagni vengono coinvolti in una sparatoria che dura alcune ore e, giunti alla fine delle munizioni, vengono catturati.
Ezio Giaccone, Leo e Luciano Pizzigotti, Stelio Ronzani, Antonio Scaravilli e Mario Bastia sono quindi trascinati nel cortile dell’Aula Magna dell’università, picchiati e barbaramente fucilati dai nazifascisti. I loro corpi vengono esposti al pubblico per almeno un giorno.
All’interno del Rettorato, al civico 33 di Via Zamboni, percorrendo il corridoio che porta all’uscita di via S. Giacomo si può vedere la lapide costruita in loro ricordo.